# Nine Lives (singolo Aerosmith)
Nine Lives è un singolo del gruppo rock statunitense Aerosmith, pubblicato nel 1997 ed estratto dall'album omonimo Nine Lives.
Il brano è stato scritto da Steven Tyler, Joe Perry e Marti Frederiksen e prodotto da Kevin Shirley.